# نرکین خندزورسک
نرکین خندزورسک (به ارمنی: Ներքին Խնձորեսկ) یک سکونتگاه مسکونی در ارمنستان است که در استان سیونیک واقع شده‌است. نرکین خندزورسک در ۸۴ کیلومتری شمال شرق کاپان، مرکز استان سیونیک واقع شده‌است.

## خصوصیات
نرکین خندزورسک ۶٫۱۸ کیلومترمربع مساحت و ۲۷۶ نفر جمعیت دارد و در ارتفاع ۱۱۶۰ متر بالاتر از سطح دریا قرار گرفته‌است.
| سال   | ۱۹۸۹ | ۲۰۰۱ | ۲۰۰۴ |
| جمعیت | ۱۰۰  | ۱۸۴  | ۲۲۵  |